# Обербаумбрюкке
Обербаумбрюкке (нем. Oberbaumbrücke — от нем. Oberbaum — «верхнее дерево» и нем. Brücke — «мост») — мост через Шпрее в Берлине, соединяющий районы Кройцберг и Фридрихсхайн, символ административного округа Фридрихсхайн-Кройцберг.
Первый деревянный мост находился на высоте городской стены южнее Шпрееинзель. Здесь работала берлинская таможня, и река была перегорожена сваями до узкого прохода. На ночь этот проход закрывался массивным стволом с железными гвоздями, так называемым «Верхним деревом». «Верхним деревом» в 30-е гг. XVIII в. называлась и городская стена Берлина, служившая таможенным барьером. «Нижнее дерево» находилось в западной части города.
Современный неоготический мост Обербаумбрюкке был построен в 1894—1896 годах по проекту архитектора Отто Штана и заменил старый деревянный мост. Башни высотой 34 м с выступающими валгангами построены по образцу центральной башни городской стены в Пренцлау в Уккермарке. По идее архитектора башни должны были напоминать об исторической роли моста, служившего «водными воротами» Берлина.
Мост построен в два уровня. На верхнем уровне проходят пути запущенного в 1902 г. берлинского метрополитена (линия U1).
Во время Второй мировой войны Обербаумбрюкке получил значительные повреждения и 23 апреля 1945 г. был частично подорван по приказу Гитлера (так называемому «Приказу Нерона»), чтобы воспрепятствовать продвижению советских войск.
После строительства Берлинской стены 13 августа 1961 года кое-как восстановленный мост был закрыт для прохода до 1963 года, когда на нём открылся пешеходный пропускной пункт. После объединения Германии мост был отреставрирован. Центральная часть была заменена на новую по проекту Сантьяго Калатравы. В 1995 году по мосту открыто движение автотранспорта и метрополитена. В будущем планируется восстановить движение трамвая.
С 1998 г. один раз в год Обербаумбрюкке становится сценой шуточных водных баталий между жителями Фридрихсхайна и Кройцберга.

## Культурное значение
Мост Обербаумбрюкке был выбран издателями журнала «Берлин.Берега» для обложки, в качестве символа связи двух культур — германоязычной и русскоязычной.

## Изображения
- Обербаумбрюкке со станцией метрополитена «Штралауэр-Тор». Ок. 1900
- Обербаумбрюкке и Айеркюльхаус в 1966 г. — граница между Западным и Восточным Берлином
- Поезд берлинской подземки на мосту Обербаумбрюкке
- Водные баталии на мосту Обербаумбрюкке
- Подсветка Обербаумбрюкке во время Фестиваля света в Берлине